# 佩列齊鄉 (雅洛米察縣)

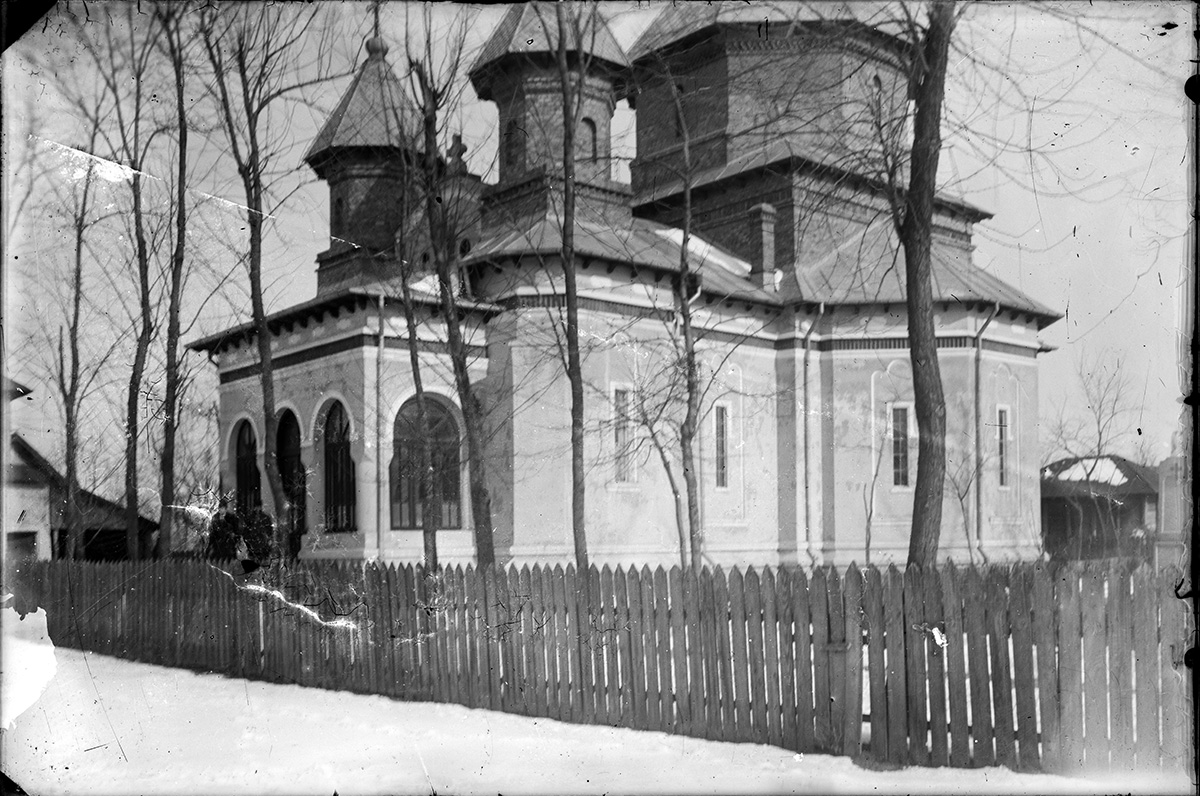

44°33′57″N 27°14′27″E / 44.56583°N 27.24083°E
佩列齊鄉（羅馬尼亞語：Comuna Perieți, Ialomița），是羅馬尼亞的鄉份，位於該國南部，由雅洛米察縣負責管轄，面積77平方公里，海拔高度26米，2007年人口3,591，人口密度每平方公里46人。